# Braian Martínez
Braian Miguel Ángel Martínez (Pampa del Infierno, Chaco; 18 de agosto de 1999) es un futbolista argentino que se desempeña como delantero y juega en Club Atlético Tigre de la Primera División de Argentina.

## Trayectoria
Se incorporó a la cantera de Independiente en 2016. El 9 de agosto de 2019 firmó su primer contrato. Hizo su debut profesional en Independiente con el director técnico Lucas Pusineri en una derrota por 2-1 en la Primera División Argentina ante River Plate el 19 de enero de 2020. Su primer gol lo marcó el 25 de octubre del 2021 en una victoria frente a Unión de Santa Fé por 1 a 0, siendo su gol el decisivo para ganar el partido.
En enero de 2024, el futbolista es oficializado en Everton de la primera división del futbol de Chile, a préstamo por 1 año.
En febrero de 2024, en su debut ante Iquique por la segunda fecha del torneo local, anota su primer gol. En junio del año 2024, sufre una grave lesión la cual le alejará de las canchas por un plazo de 8 meses.

## Estadísticas
Actualizado al último partido disputado el 26 de diciembre de 2024
| Club                    | Div.          | Temporada     | Liga  | Liga  | Copas nacionales | Copas nacionales | Copas internacionales | Copas internacionales | Total | Total |
| Club                    | Div.          | Temporada     | Part. | Goles | Part.            | Goles            | Part.                 | Goles                 | Part. | Goles |
| ----------------------- | ------------- | ------------- | ----- | ----- | ---------------- | ---------------- | --------------------- | --------------------- | ----- | ----- |
| Independiente Argentina | 1.ª           | 2019-20       | 7     | 0     | 9                | 0                | 2                     | 0                     | 18    | 0     |
| Independiente Argentina | 1.ª           | 2020-21       | 16    | 1     | 5                | 0                | 7                     | 0                     | 28    | 1     |
| Aldosivi Argentina      | 1.ª           | 2022          | 19    | 1     | 12               | 2                | —                     | —                     | 31    | 3     |
| Aldosivi Argentina      | Total club    | Total club    | 19    | 1     | 12               | 2                | 0                     | 0                     | 31    | 3     |
| Independiente Argentina | 1.ª           | 2023          | 17    | 2     | 13               | 2                | —                     | —                     | 30    | 4     |
| Independiente Argentina | Total club    | Total club    | 40    | 3     | 27               | 2                | 9                     | 0                     | 76    | 5     |
| Everton · Chile         | 1.ª           | 2024          | 14    | 4     | 0                | 0                | 1                     | 0                     | 15    | 4     |
| Everton · Chile         | Total club    | Total club    | 14    | 4     | 0                | 0                | 1                     | 0                     | 15    | 4     |
| Total carrera           | Total carrera | Total carrera | 73    | 8     | 39               | 4                | 10                    | 0                     | 122   | 12    |